# Ramata Diakité
Ramata "Rah" Diakité (Madina Diansa, Wassoulou, 1976 - Burkina Faso, 30 de octubre de 2009) fue una música y cantante maliense. Era prima hermana de Tata Diakité, quién también falleció joven.

## Trayectoria
Diakité nació en 1976. Aunque no procede de una familia de músicos tradicionales, cuando tenía unos doce años empezó a tararear para sí misma en secreto, acompañándose con una calabaza. En Wassoulou y en otras zonas de Malí, la música suele ser creada por quienes pertenecen a una determinada casta (jeli/griot), y puede ser controvertido que lo hagan artistas ajenos a estas castas. Salif Keita es probablemente el ejemplo más destacado de un intérprete que no pertenece a una casta musical y que logra superar estas restricciones culturales.
La tía de Diakité, Djénéba Diakité, le pidió que hiciera los coros en una grabación, lo que supuso el inicio de su carrera musical, a pesar de que sus padres no lo veían con buenos ojos. Su potencial vocal como corista fue rápidamente reconocido y fue adquiriendo experiencia en conciertos gracias a sus viajes a Francia y por toda África. Pronto fue requerida como vocalista por muchos artistas y arreglistas, especialmente Samba Diallo, Yoro Diallo y Tenin Sidibé.
En diciembre de 1995 grabó su primer disco, Artistes, que fue un éxito de ventas en Malí en 1996. Dio numerosos conciertos y participó, junto con Salif Keita, en una velada maliense en la Cité de la Musique de París, en octubre de 1997. Murió el 30 de octubre de 2009 en Burkina Faso por complicaciones relacionadas con una batalla de un año contra la hepatitis A.
Ramata ha actuado con Salif Keïta, Taj Mahal, Toumani Diabate, Dee Dee Bridgewater, Ben Harper y otros.

## Discografía
- 1995: Artistes
- 1998: Na
- 2000: Confirmation
- 2003: Djonya
- 2004: I Dansé mady
- 2006: Maban
- 2008: Burutumu

## Reconocimientos
- 2006: Tamana d'Or, Mejor Músico de Malí (co-ganadora con Salif Keita)